# Espiritualidade
A espiritualidade pode ser definida como uma "propensão humana a buscar significado para a vida por meio de conceitos que transcendem o tangível, à procura de um sentido de conexão com algo maior que si próprio". A espiritualidade pode ou não estar ligada a uma vivência religiosa.
Segundo diversas confissões religiosas, a espiritualidade traduz o modo de viver característico de um crente que busca alcançar a plenitude da sua relação com o transcendental. Cada doutrina religiosa comporta uma dimensão específica a esta descrição geral; mas, no aspecto religioso, pode-se traduzir a espiritualidade como uma 'dimensão do homem', como ser naturalmente religioso, e que constitui, de modo temático ou implícito, a sua mais profunda essência e aspiração.
Alguns autores, porém, defendem a existência de uma espiritualidade inclusive em meio ao ateísmo. André Comte-Sponville fala de uma "espiritualidade sem Deus" no sentido de uma abertura para o ilimitado, um reconhecimento de sermos seres relativos, mas abertos para o absoluto. Seria o reconhecimento da dimensão misteriosa e ilimitada da existência, que não precisaria passar por alguma explicação religiosa; uma experiência que vai além do intelecto.
Atualmente, a espiritualidade tem sido bastante estudada no que se refere às suas relações com a saúde humana.  A Organização Mundial de Saúde (OMS) vem aprofundando as investigações sobre a espiritualidade enquanto constituinte do conceito multidimensional de saúde; atualmente, o bem-estar espiritual vem sendo considerado mais uma dimensão do estado de saúde, junto às dimensões corporais, psíquicas e sociais.  

## Espiritualidade contemporânea
O termo "espiritual" é frequentemente utilizado em contextos em que o termo "religioso" era anteriormente utilizado. A espiritualidade contemporânea é também designada por "espiritualidade pós-tradicional" e "espiritualidade New Age". Hanegraaf distingue dois movimentos da Nova Era: a Nova Era em sentido restrito, com origem em meados do século XX em Inglaterra e com raízes na teosofia e na antroposofia, e a Nova Era em sentido lato, que surgiu no final da década de 1970. 

### Caraterísticas
A espiritualidade contemporânea centra-se nos "valores e significados mais profundos pelos quais as pessoas vivem". Inclui frequentemente a ideia de uma realidade superior ou supostamente imaterial. Trata-se de uma viagem interior que permite descobrir a essência da própria existência. 
Nem todas as concepções modernas de espiritualidade incluem ideias transcendentes. A espiritualidade secular dá ênfase a ideias humanistas de carácter moral (qualidades como o amor, a compaixão, a paciência, a tolerância, o perdão, o contentamento, a responsabilidade, a harmonia e a preocupação com os outros). Trata-se de aspectos da vida e da experiência humana que ultrapassam uma visão puramente materialista do mundo, mas que não implicam necessariamente a crença numa realidade sobrenatural ou num ser divino. No entanto, muitos humanistas (por exemplo, Bertrand Russell, Jean-Paul Sartre), que valorizam claramente os aspectos não materiais, sociais e virtuosos da vida, rejeitam este uso do termo "espiritualidade" como sendo demasiado amplo.

### Experiência espiritual
A experiência espiritual desempenha um papel central na espiritualidade contemporânea. Tanto os autores ocidentais como os asiáticos popularizaram o conceito. Importantes autores ocidentais do início do século XX que estudaram o fenómeno da espiritualidade e as suas obras incluem William James, The Varieties of Religious Experience (1902) e Rudolf Otto, especialmente The Idea of Holiness (1917).